# Kaivosjärvi (Jukkasjärvi socken, Lappland, 756651-174268)
Kaivosjärvi är en sjö i Kiruna kommun i Lappland och ingår i Torneälvens huvudavrinningsområde. Sjön har en area på 0,148 kvadratkilometer och ligger 366 meter över havet.

## Delavrinningsområde
Kaivosjärvi ingår i det delavrinningsområde (756279-174762) som SMHI kallar för Ovan VDRID = Kesasjoki i Lainioälvens vattendrags*. Medelhöjden är 384 meter över havet och ytan är 49,09 kvadratkilometer. Räknas de 221 avrinningsområdena uppströms in blir den ackumulerade arean 3 416,33 kvadratkilometer. Lainioälven som avvattnar avrinningsområdet har biflödesordning 2, vilket innebär att vattnet flödar genom totalt 2 vattendrag innan det når havet efter 366 kilometer. Avrinningsområdet består mestadels av skog (39 procent) och sankmarker (46 procent). Avrinningsområdet har 2,31 kvadratkilometer vattenytor vilket ger det en sjöprocent på 4,7 procent. Bebyggelsen i området täcker en yta av 1,08 kvadratkilometer eller 2 procent av avrinningsområdet.